# GNOME Terminator
Terminator, ou GNOME Terminator, est un émulateur de terminal pour l'environnement graphique X Window System écrit en Python et publié sous licence libre GNU GPL v2.
Il gère dans une seule fenêtre plusieurs vues (invites de commande) ainsi que plusieurs onglets, contrairement à un émulateur de terminal standard (comme xterm) qui ne gère qu'une unique vue,.

## Fonctionnalités
- Combiner plusieurs terminaux dans une même fenêtre: il est ainsi possible de scinder une vue horizontalement ou verticalement à la manière de Vim pour créer des terminaux supplémentaires;
- Nombreux raccourcis clavier redéfinissables ;
- Gestion du glisser-déposer pour intervertir les onglets et les terminaux ;
- Gestion des onglets ;
- Gestion des préférences:
  - Préférences globales utilisateurs : police de caractères, curseur, couleurs (profile) ;
  - Préférences de placement des terminaux (layout) ;
  - La configuration des préférences peut s'effectuer graphiquement ou par l'édition manuelle du fichier ~/.config/terminator/config.
- Système de greffons[6] (détection d'URL et avec des protocoles spécifiques).

## Développement
Le développement du logiciel s'effectue par la plateforme de développement collaborative Launchpad.
Terminator n'est pas un fork de Gnome Terminal (ce dernier est écrit en C). 
C'est un développement ex nihilo de Chris Jones entièrement écrit en langage Python (se basant sur PyGObject pour interagir avec l'environnement de bureau et Python VTE fournissant un composant d'interface graphique terminal). En juillet 2013, Steve Boddy succède à Jones et prend la tête du projet.
Le support de GTK3+ démarre dès fin 2012,. La première version supportant GTK3+ est publiée fin 2016.

## Utilisation

### Disponibilité
Terminator est utilisable directement sur les distributions Linux les plus courantes: 
Debian,
Ubuntu,
Gentoo,
Arch Linux,
Fedora. 
Il est également disponible sur 
FreeBSD,
NetBSD et
MacOSX.